# Kamenec (Jílové)
Kamenec (německy Steinsdorf) je vesnice, část města Jílové v okrese Děčín v Ústeckém kraji. Nachází se asi 2,5 kilometru západně od Jílového. Kamenec leží v katastrálním území Modrá u Děčína o výměře 4,44 km².

## Historie
Kamenec byl založen v roce 1830, kdy děčínští Thunové udělili sto čtverečních sáhů (tj. 360 m²) kamenitých pastvin Meierhofu čtyřiceti osadníkům v jakémsi dědickém pronájmu. Teprve po pozemkové reformě ve dvacátých letech 20. století mohly být pozemky vykoupeny. Osadníci, většinou domácí tkalci, pocházeli převážně z okolních měst. Osada byla kvůli kamenité povaze staveniště pojmenována Steinsdorf. V roce 1857 zde žilo 257 obyvatel a v roce 1879 zde bylo sedmdesát domů se 489 německými obyvateli, kteří se živili především tkalcovstvím. Díky průmyslovému rozvoji v Modré a Libouchci se značně zlepšily pracovní podmínky. Kamenec býval součástí bývalé obce Modrá.

## Obyvatelstvo
Při sčítání lidu v roce 1921 ve vsi žilo 369 obyvatel (z toho 165 mužů), z nichž byli čtyři Čechoslováci, 363 Němců a dva cizinci. Kromě deseti evangelíků a 26 lidí bez vyznání se hlásili k římskokatolické církvi. Podle sčítání lidu z roku 1930 měla vesnice 464 obyvatel: sedm Čechoslováků, 455 Němců a dva cizince. Převažovali lidé bez vyznání (254 osob), 201 osob bylo římskými katolíky a devět evangelíky.
|                                                                | 1869 | 1880 | 1890 | 1900 | 1910 | 1921 | 1930 | 1950 | 1961 | 1970 | 1980 | 1991 | 2001 | 2011 | 2021 |
| -------------------------------------------------------------- | ---- | ---- | ---- | ---- | ---- | ---- | ---- | ---- | ---- | ---- | ---- | ---- | ---- | ---- | ---- |
| Obyvatelé                                                      | 305  | 393  | 483  | 435  | 468  | 369  | 464  | 296  | 300  | 278  | 231  | 191  | 203  | 220  | 217  |
| Domy                                                           | 47   | 71   | 73   | 73   | 73   | 73   | 91   | 89   | —    | 76   | 67   | 77   | 78   | 81   | 86   |
| Počet domů z roku 1961 je zahrnut v domech místní části Modrá. |      |      |      |      |      |      |      |      |      |      |      |      |      |      |      |

## Obecní správa
Při sčítání lidu v letech 1869–1980 Kamenec byl částí obce Modrá v okrese Děčín. Od 1. července 1980 je částí města Jílové v okrese Děčín.